# 나렌드라 모디
나렌드라 다모다르다스 모디(힌디어: नरेन्द्र दामोदरदास मोदी, 구자라트어: નરેંદ્ર દામોદરદાસ મોદી, 영어: Narendra Damodardas Modi, 1950년 9월 17일 ~ )는 인도 인민당 소속 정치인으로, 제15·16대 인도의 총리이다.
2001년 10월 7일부터 2014년 5월 22일까지 구자라트 주의 수석 장관을 역임했다. 2014년 5월 26일에 인도 총선에서 승리하여 인도의 총리가 되었으며 2019년 5월 26일에 총선에서 승리하여 인도의 총리로서의 두번째 임기에 들어섰다.
우익 성향의 모디 정부는 집권 기간 동안 인도의 경제성장 등으로 인한 지속적으로 높은 지지율을 유지 중이나 종교적 문제 등으로 인한 민주주의의 후퇴와 표현의 자유의 약화로 비난받았다. 모디는 힌두교 민족주의 신념과 2002년 구자라트 폭동 방조 논란으로 인해 정치적으로 논쟁적인 인물로 남아있다.

## 생애
어린 시절부터 힌두교 민족주의 조직인 국민 의용단(RSS)을 접한 이후 활동을 계속하였고 1971년부터는 RSS에 정식으로 소속되었다. 1975년부터 시작된 인도 비상사태 기간에는 은신했다. 1985년에는 RSS의 일부이던 인도 인민당에 입당하였고 당내의 여러 요직을 맡다가 2001년에는 사무국장에 이르게 된다.
2001년 구자라트 지진 이후 구자라트 주지사로 임명되어 2014년까지 재임했다. 그의 주 행정부는 1천 명 이상이 살해당한 2002년 구자라트 폭동 중에 무슬림에 대한 폭력을 방조한 것으로 비판받았다.
2014년 인도 총선에서 인도 인민당을 이끌어 하원 로크 사바에서 다수 정당의 자리를 확보하고 인도의 총리가 되었다. 모디 정부는 외국인의 투자를 적극 유치하고 의료, 교육, 복지에 관한 정부 지출을 줄였으며, 이로 인해 경제 성장을 장려한 측면에서 높게 평가되었으나 빈부격차 문제를 개선하지 못하였다는 비판을 받았다. 또한 임기 동안 대중 위생 개선을 위한 클린 인디아 프로젝트와 검은 돈 제거를 위한 2016년 화폐 개혁 등 눈에 띄는 여러 정책이 있었다. 2019년에는 파키스탄령 카슈미르의 테러리스트 훈련소로 추정되는 시설을 폭격한 발라코트 공습 작전으로 민족주의 진영의 지지를 결집했다.
그의 인도 인민당은 2019년 인도 총선에서도 낙승하며 집권을 계속했다. 2019년 8월 모디 정부는 잠무 카슈미르주의 자치권을 폐지하였고, 동년 12월에는 아프가니스탄, 방글라데시, 파키스탄 출신의 종교적 소수자 곧 비-무슬림들의 시민권 취득을 용이하게 한 국적법을 도입하였다. 국적법 변경은 무슬림 집단에게서는 무슬림 차별 대우로 인한 반발을, 인도 동북부에서는 방글라데시 이민자 유입에 대한 반발을 일으켰고 이로 인한 대규모 시위가 발생했다. 2020년 9월에는 농업 민영화 법안을 통과시키면서 농민들의 거센 반발이 일어났고, 잇따른 시위 끝에 법안은 취소되었다.

## 역대 선거 결과
| 선거명      | 직책명                    | 대수 | 정당        | 득표율 | 득표수    | 결과 | 당락                   |
| ----------- | ------------------------- | ---- | ----------- | ------ | --------- | ---- | ---------------------- |
| 2014년 선거 | 하원의원(바라나시 선거구) | 16대 | 인도 인민당 | 56.37% | 581,022표 | 1위  | 바라나시 하원의원 당선 |
| 2019년 선거 | 하원의원(바라나시 선거구) | 17대 | 인도 인민당 | 63.62% | 674,664표 | 1위  | 바라나시 하원의원 당선 |

## 같이 보기
- 인도 인민당